# بطلان مطلق (قانون)

البطلان المطلق - ويقابله في القانون المدني البطلان النسبي - هو جزاء تخلف أحد أركان التصرف القانوني، وهي الرضا والمحل والسبب والشكل في العقود الشكلية والتسليم في العقود العينية، وهذا الجزاء ليس فيه إجبار للمدين على تنفيذ التزامه بل على العكس ففيه عدم اعتداد بالتصرف المخالف ومنعه من ترتيب آثاره واعتباره كأن لم يكن.
البطلان المطلق جزاء يتعلق بالنظام العام، فيجوز للقاضي أن يحكم به من تلقاء نفسه، كما يجوز لكل من كانت له مصلحة أن يطالب به، ويترتب على الحكم به زوال التصرف بأثر رجعي، وتسقط دعوى المطالبة به بمضي خمس عشرة سنة من وقت العقد